# Dong'an, Furong
Dong'an (kinesiska: 东岸, 东岸乡) är en socken i Kina. Den ligger i provinsen Hunan, i den södra delen av landet, nära eller i provinshuvudstaden Changsha. Antalet invånare är 111479. Befolkningen består av 52 216 kvinnor och 59 263 män. Barn under 15 år utgör 9,0 %, vuxna 15-64 år 86 %, och äldre över 65 år 4,0 %.
Genomsnittlig årsnederbörd är 1 884 millimeter. Den regnigaste månaden är maj, med i genomsnitt 338 mm nederbörd, och den torraste är oktober, med 45 mm nederbörd.